# Vlag van Guadeloupe

Onofficiële vlag van Guadeloupe

De niet-officiële vlag van Guadeloupe bestaat uit een wit veld met daarop het regionale logo. Dit logo toont een gestileerde zon en een vogel op een blauw-groen vierkant. Onder het logo staat de geel onderstreepte tekst REGION GUADELOUPE. Deze vlag heeft geen officiële status; de enige officiële vlag is de vlag van Frankrijk.
Naast de vlag met het regionale logo, is er nog een vlag die gebruikt wordt om Guadeloupe, en in het bijzonder de stad Pointe-à-Pitre, te symboliseren: de hieronder afgebeelde banier van die stad. Vaak is de achtergrond rood in plaats van zwart.
De Union populaire pour la libération de la Guadeloupe heeft een nationale vlag voorgesteld. Deze vertoont grote gelijkenis met de nationale vlag van Suriname, waarbij de ster naar de hijs is verschoven.
| Vexillologisch symbool voor een vlag zoals die in de praktijk wordt uitgevoerd | Vexillologisch symbool voor een vlag zoals die in de praktijk wordt uitgevoerd | Vexillologisch symbool voor een vlagvoorstel |